# Hibernacja nr 1
Hibernacja nr 1 – album Władysława Komendarka, który został wydany w 1990 roku. Wydawcą była wytwórnia Pronit.

## Lista utworów
1. "Płynąca plazma" – 4:35
2. "Przywitanie kosmitów" – 5:26
3. "Symfonia istnień" – 4:35
4. "Zamknięta galaktyka" – 4:20
5. "Znikające promienie" – 4:55
6. "Trzeci test" – 4:37
7. "Hibernacja nr 1" – 9:26